# Аліага (Теруель)
Аліага (ісп. Aliaga) — муніципалітет в Іспанії, у складі автономної спільноти Арагон, у провінції Теруель. Населення — 381 особа (2010).
Муніципалітет розташований на відстані близько 260 км на схід від Мадрида, 50 км на північний схід від міста Теруель.
На території муніципалітету розташовані такі населені пункти: (дані про населення за 2010 рік)
- Альдеуела: 25 осіб
- Аліага: 290 осіб
- Кампос: 17 осіб
- Ла-Каньяділья: 5 осіб
- Сірухеда: 22 особи
- Санта-Барбара: 22 особи

## Демографія
Динаміка населення (INE ):